# Дом пароходного общества «Дружина»
Дом пароходного общества «Дружина» — памятник градостроительства и архитектуры в историческом центре Нижнего Новгорода. Построен в 1854—1855 годах в кирпичном стиле, по проекту архитектора Ивана Кострюкова.
Является значимым элементом исторической застройки улицы Варварской — одной из главных улиц исторического центра Нижнего Новгорода.

## История
Обширный участок земли на углу улиц Большой Осыпной и Варварской в начале XIX века принадлежал надворному советнику Михаилу Бравину. В конце 1830-х годов участок купила полковница Вера Лашева, а позже, в 1841 году полковница Паулина Готман. 7 декабря 1843 года Готман продала земельный участок с деревянным на каменном фундаменте домом нижегородскому купцу Дмитрию Пачкунову.
В начале 1850-х годов домовладение выкупила купеческая жена Устинья Котельникова. В 1854 году по её заказу архитектурным помощником Иваном Кострюковым были выполнены проекты каменного двухэтажного дома и каменных служб. Двухэтажный доходный дом был выстроен в 1854—1855 годах.
В середине 1880-х годов имение Котельниковой было заложено в Нижегородском Александровском дворянском банке, а 14 октября 1887 года по результатам публичных торгов его приобрело пароходное общество «Дружина». Между 1887 и 1908 годами здание частично перестроили.
В 1908 году пароходное общество было объявлено банкротом и на основании постановления общего собрания кредиторов каменный дом со службами и землёй был продан Нижегородскому городскому общественному управлению. Управление разместило в здании Городское полицейское управление.
В советский период здание приспособили под многоквартирный жилой дом. В настоящее время здесь располагаются квартиры и БТИ Советского района Нижнего Новгорода.

## Архитектура
Здание является характерным образцом кирпичного стиля — рационалистического направления эклектики.